# Swat the Crook
Swat the Crook er en amerikansk stumfilm fra 1919.

## Medvirkende
- Harold Lloyd som Harold
- Snub Pollard
- Bebe Daniels
- Sammy Brooks
- Billy Fay